# Csokoládé

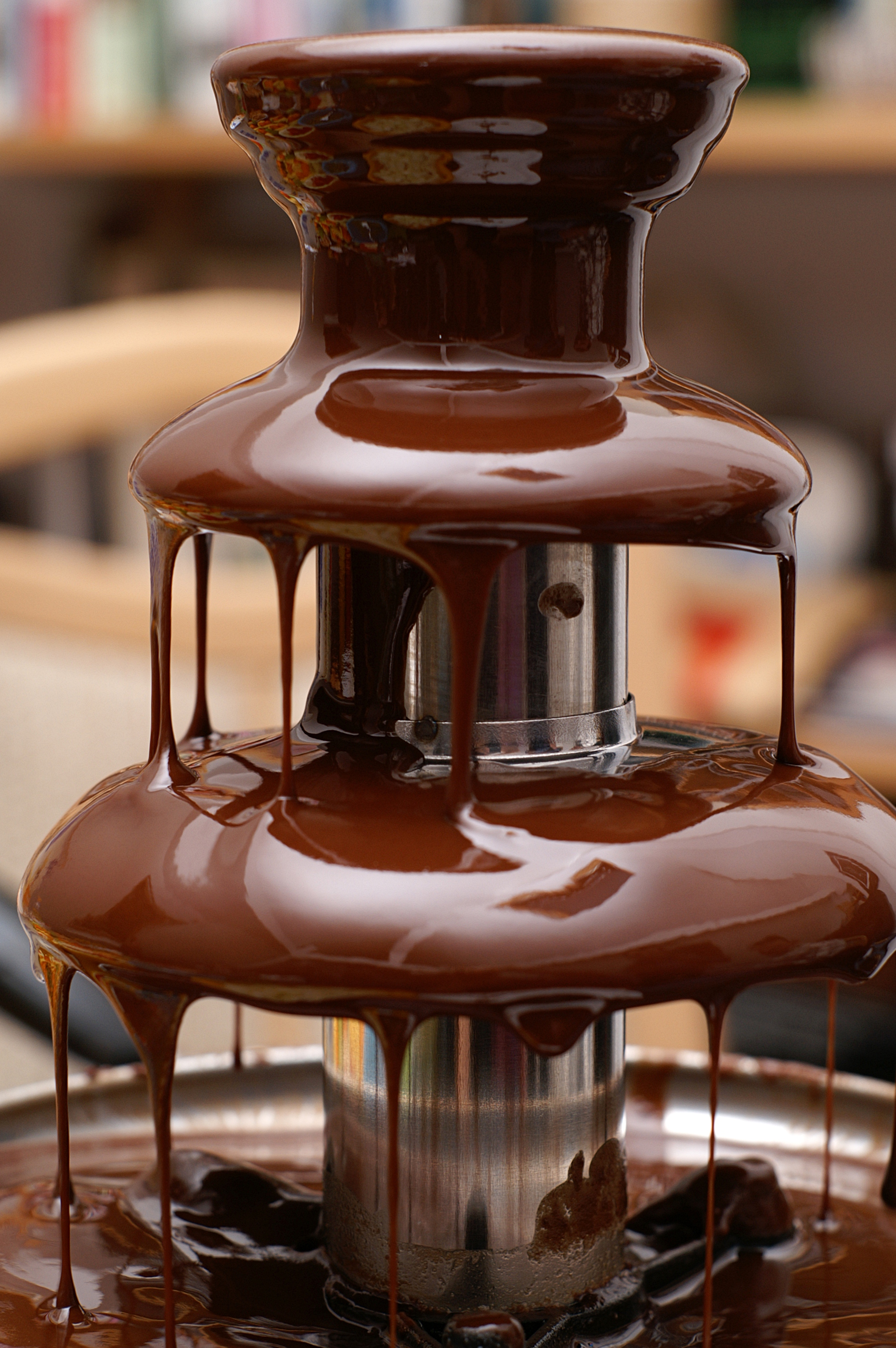
Csokoládékút

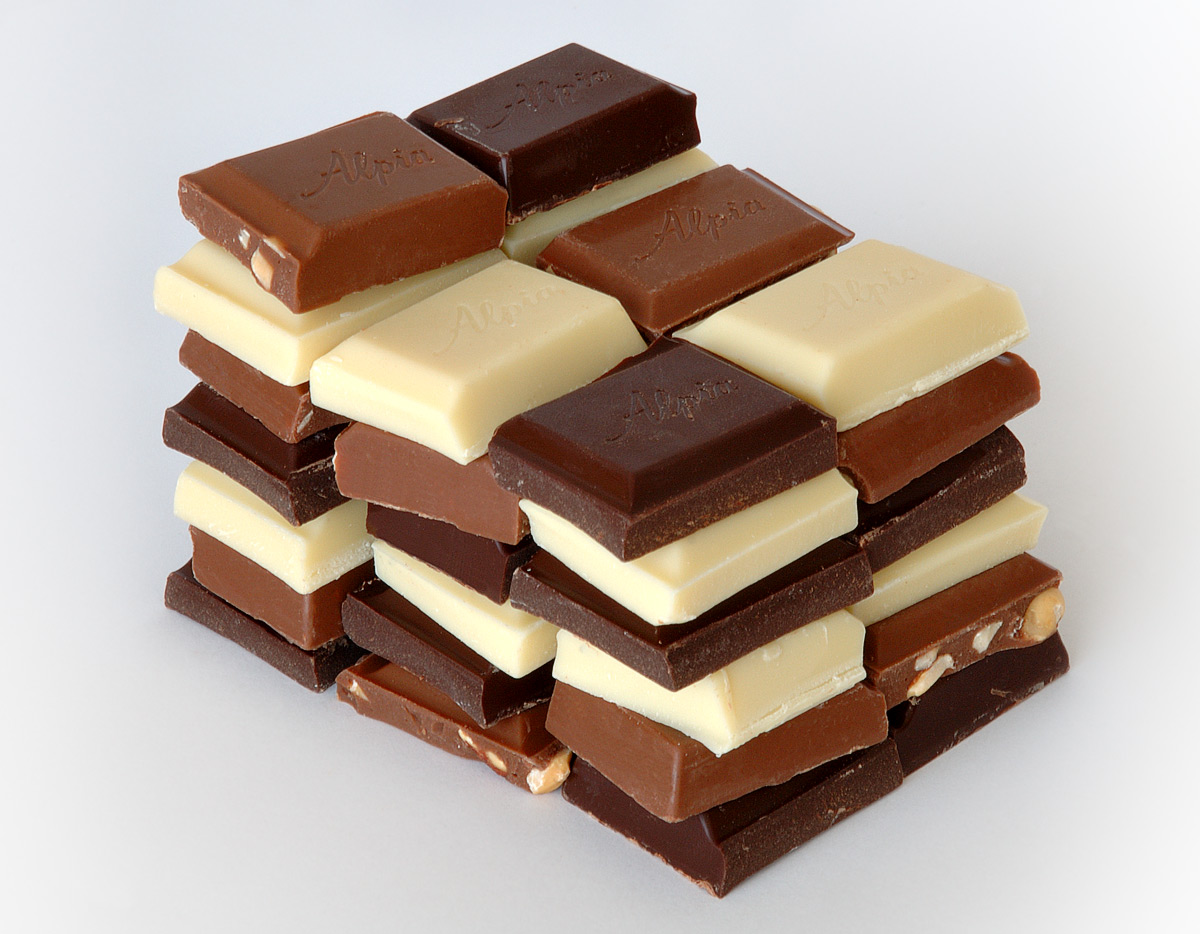
Változatos csokoládészelet-darabok felhalmozva

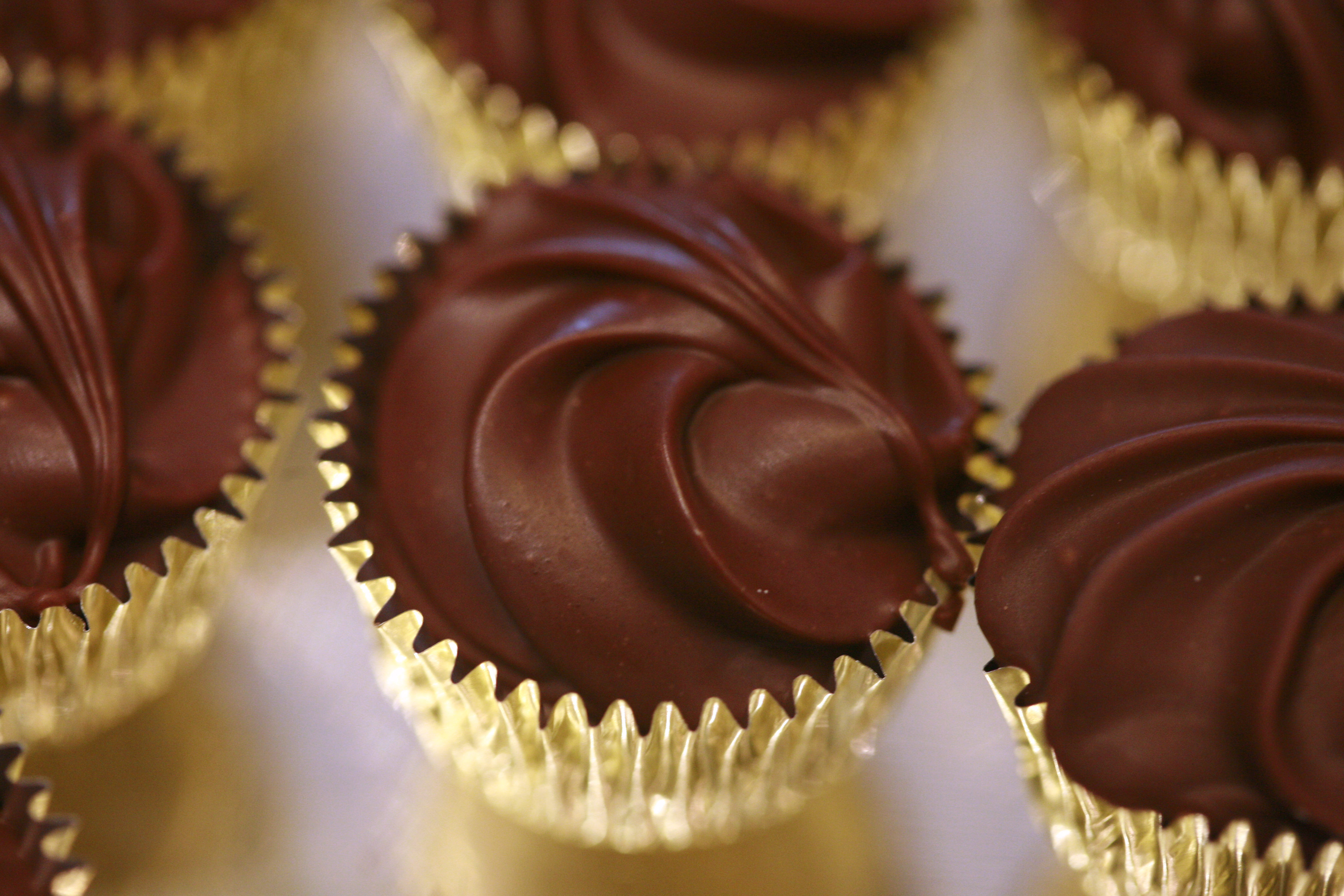
Belga csokoládépraliné

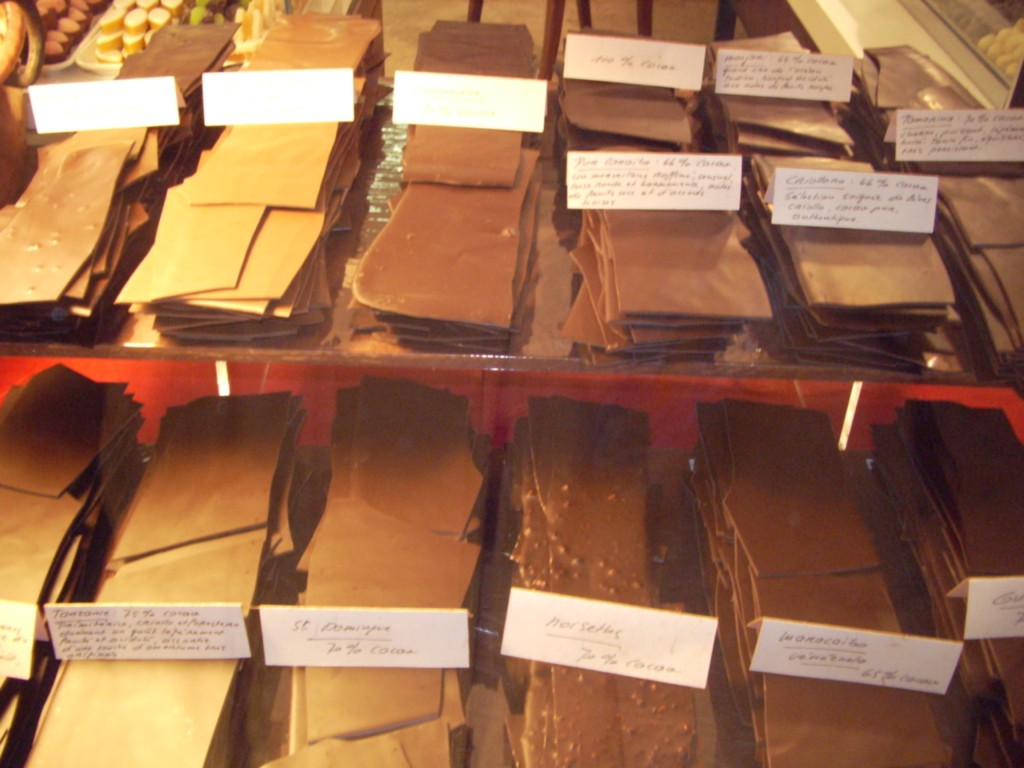
Svájci csokoládélapok a kirakatban

A csokoládé egy kakaóbabból készített édesség, amit a leggyakrabban vékony táblákban, bonbonként vagy italként árusítanak. A szó – a csokoládé 16. század óta használt navatl indián nevéhez, a xocolātlhoz (ejtsd: sokolátl) – hasonló hangzású névként került át a világ legtöbb nyelvébe, így a magyarba is.

## Története

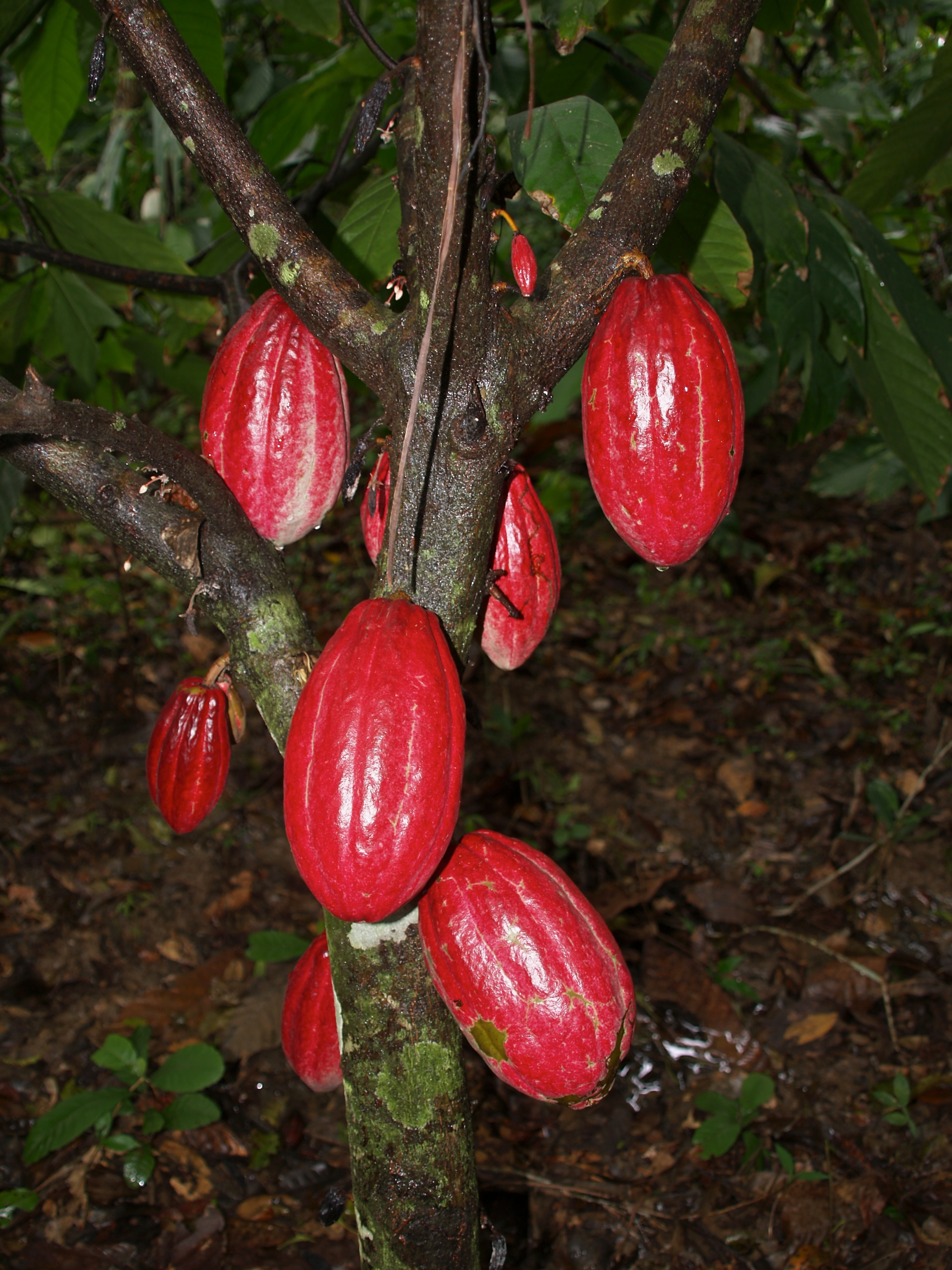
„Csokoládéfa” (Theobroma cacao)

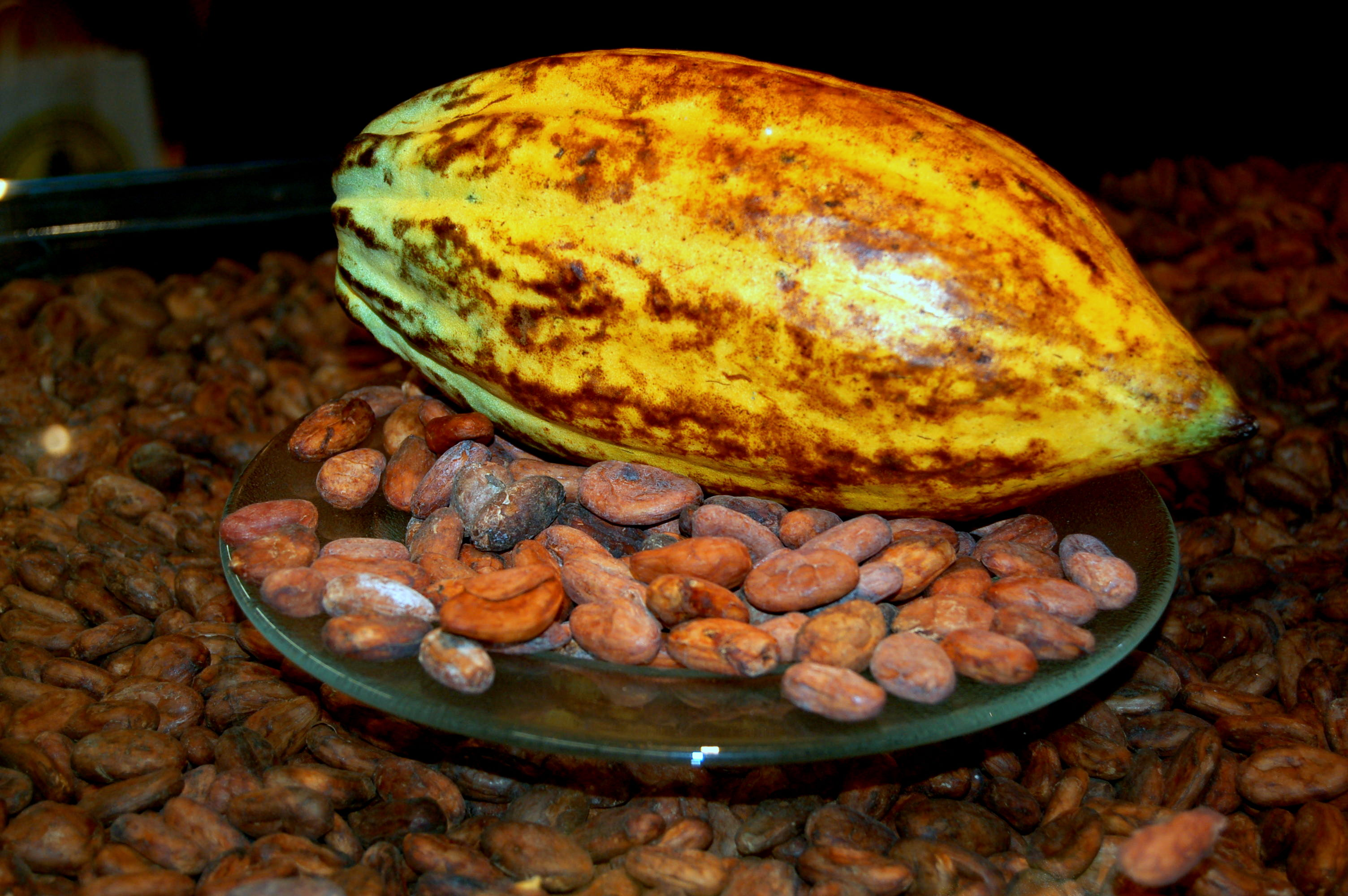
A Theobroma cacao (kakaófa) gyümölcse és termésének magjai, a kakaóbabok

Amerikában az aztékok már jóval az európai hódítók előtt is ittak csokoládét. Azt akkoriban nem nagyon sejtették hogy a további években mennyire fog nagy jelentőseget tenni ez az ital. 1519-ben, amikor a spanyolok a mai Mexikó területére érkeztek, Montezuma xocolātllal kínálta Cortést. A maják birodalmában is ismert és fontos volt: a kakaóbabot más dél-amerikai kultúrákhoz hasonlóan fizetőeszközként (is) használták. Maga a kakaó neve is utal a kereskedelemre; a „cacau” eredetileg egy ige, jelentése: venni, cserélni, vásárolni. A kakaóbab a szertartásokhoz is esszenciális volt. Megpörkölték, ledarálták, vízzel habosra rázták (nagy zsírtartalma miatt nehezen oldódott), majd megitták a keserű italt, melynek eredeti neve xocolātl. 
Amikor a majákat legyőzték az aztékok, a hadisarcot kakaóbabban kellett kifizetniük. Az aztékok már ízesítették a keserű italt fahéjjal, ánizzsal, vaníliával, kukoricaliszttel, és a legfontosabb, hogy elkészítése során erjesztették is. Ennek köszönhetően sokkal lágyabb állagot és kevésbé keserű ízt értek el. Legendájuk alapján a Tollas Kígyóistentől, Ketzalkóatl-tól kapták az istenek italát és eledelét, a csokoládét és a kukoricalisztet. A Tollas Kígyó elhagyta őket, de meghagyta, hogy visszatér. Ezért amikor a szakállas Cortés partra szállt, őt hitték a visszatérő Tollas Kígyónak. Uralkodójukhoz, Montezumához vezették, aki díszes aranykehelyben felszolgáltatta neki az isteni italt. Egy forrás szerint az őslakókat saját italuk segítségével győzte le: „Egyetlen pohárnyi belőle egy egész napra felfrissíti a katonát” – írta állítólag Cortés. A spanyol konkvisztádor magával vitte hazájába a kakaót is, amely csak a 17. században terjedt el Európa egyéb részein. Eleinte maguk a spanyolok se itták szívesen, mert túl keserűnek találták. Először mexikói spanyol apácák kezdték el ízesíteni szerecsendióval, fahéjjal és cukorral.
Ausztriai Anna királyné, XIII. Lajos francia király feleségeként hozta át a csokoládét Spanyolországból Franciaországba.
1569-ben V. Piusz pápa a xocolātlt olyan kellemetlennek találta, hogy az ital fogyasztását nem tekintette a böjt megszegésének.
A forró csokoládét az 1600-as években kezdték inni Európában, II. Károly uralkodása idején (1660–85) vált divatos itallá Angliában. Az első, csokoládét is kínáló londoni vendéglő, a Chocolate House, 1657-ben nyílt meg.
1687-ben a Francia Akadémia tudományos alapon meghatározta az optimális csokoládéreceptet.
Az első angol csokoládégyár Bristolban épült, 1728-ban. A szilárd csokoládét 1842-ben kezdte árulni a Fry csokoládégyár, amely később a ma is létező Cadbury cégbe olvadt.
A holland C. J. van Houten 1828-ban feltalált kakaósajtológépe nagyban javította a csokoládéital minőségét: a készülék segítségével a kakaóbabból sikerült kivonni a nehezen emészthető zsírok egy részét.
A csokoládészeletet 1847-ben találták fel. A svájci Nestlé fivérek 1876-ban készítettek először tejcsokoládé szeletet.
Rodolphe Lindt berni csokoládégyárában a termékek minőségének javítása érdekében új eljárásokat vezetett be, módosította a csokoládégyártásnál használt alapanyagokat és a főzési időket. 1880-ban felfedezte a mai élelmiszeriparban kenőgyúrásnak (vagy konsolásnak) nevezett csokoládéfinomítást, illetve a lágy fondant csokoládét.

## Összetétele
A csokoládé olyan termék, amely kakaótermékekből (kakaómassza, kakaóvaj, esetleg kakaópor) és cukrokból készül, legalább 35% összes kakaó-szárazanyagot tartalmaz, ebből legalább 18% a kakaóvaj és legalább 14% a zsírmentes kakaó-szárazanyag.
Az étcsokoládé csak kakaómasszát és -vajat, valamint cukrot tartalmaz, a tejcsokihoz adnak tejport is. A fehér csoki alig nevezhető csokoládénak: nem is tartalmaz kakaómasszát; innen a jellegzetes elefántcsontszín. A csokoládénak tulajdonított temérdek jótékony hatás csak a jó minőségű étcsokoládéra jellemző. A Ruby csokoládét 2017-ben Barry Callebaut Belga-Svájci cég mutatta be. Ezt nevezik a negyedik fajta csokoládénak az ét-, tej- és fehércsokoládé mellett. Jellegzetessége a természetes rózsaszín szín, íze enyhén édes-savanykás leginkább bogyós, epres gyümölcsös jelleggel.
A csokoládé körülbelül 300 ismert vegyületet tartalmaz, többek között serkentőszereket, például metil-xantinokat: koffeint és teobromint. Élettani szempontból fontos komponens a hisztamin, a szerotonin, a triptofán, a feniletilamin, a tiramin és a magnézium.

## Csokoládékészítés napjainkban
Már a toltékok is rájöttek, hogy a kakaóbabok íze más, hogyha a fán érik meg, mint ha éretlenül lepottyan a fáról, és beágyazódik a nedves, meleg, sáros talajba, s ott megerjed. Erjedés után kevésbé lesz keserű, míg jellegzetes aromáját megőrzi. Az erjedés során 5-10 nap alatt bontakozik ki a kakaó igazi ízvilága. Miután erre rájöttek, megváltoztak a szüretelési szokások is: a gyümölcsöt machetével éretlenül levágták a fáról, belenyomkodták a földbe, majd kivárták az erjedési időt, majd lefejtették a gyümölcs húsát a magról és megszárították. A kiszáradt magokat megpörkölték. A magokról még nem tudták eltávolítani az összes gyümölcshús-maradványt, ezért táncos mozdulatokkal addig tapostak rajta, amíg minden maradvány le nem jött róla. Ezután újra megpörkölték, meghámozták, összezúzták mozsárban, és az így létrejött masszából öklömnyi golyókat formáztak. Az elkészült golyókból készítettek italt, először összezúzták, majd hideg vízzel habosra keverték, chilivel és vaníliával ízesítették. Ez a kakaóital laktató és tápláló volt.
A spanyolok a dél-amerikai népektől eltérően a kakaót forró vízzel öntötték fel és habbá vert tojásfehérjét kevertek hozzá. Először a mexikói spanyol apácák kezdték koronggá és táblává formálni, mert így jobban kezelhető, tárolható és könnyebben adagolható. A szerzetesek mind jobb és jobb csokoládérecepteket kísérleteztek ki. A mexikói csokoládékészítés művelete igazán sok türelmet és kitartást igényel, mert a szilárd, száraz kakaóbabot addig kell zúzni, amíg ki nem válik belőle annyi zsiradék, hogy a porból massza képződhessen. A hagyományos előállítás során 1 kilogramm kakaóhoz 2 kilogramm cukrot, 10 dekagramm fahéjat és mandulát adnak. A fahéjat és a mandulát együtt őrlik, aztán egyenletesen adják hozzá a cukrot.

### Fermentáció
Általában október és március közé esik a szüret. A trópusi klímán magától megindul a természetes erjedési folyamat, amely során a gyümölcsben lévő mikroorganizmusok szétbontják a cukortartalmú gyümölcshúst. A frissen leszüretelt, érett gyümölcsökkel óvatosan kell bánni, mert elég sérülékenyek, ha megnyomódnak, megrothadhatnak. (Gondoljunk itt példaként a banánra, almára: megbarnul, ha leejtjük vagy megnyomkodjuk). A leszüretelt gyümölcsökből rögtön ki kell szedni a magokat, mert a gyümölcsben lévő nedvességtartalom miatt könnyen kicsírázhatnak, ami nem jó, mert a csírázó magok nem alkalmasak a fermentációra. Még az ültetvényen ezért a munkások machetéjükkel széthasítják a gyümölcsöt, a magokat pedig kiszedegetik. 
Több módszere van a fermentáció folyamatának. Kisebb ültetvényeken a kiszedett magokat banánlevelek közé rakják, itt érlelik, az erős napsugárzás hatására a magok leadják víztartalmukat, ami a banánhéjra lecsapódik. A nagyobb ültetvényeken faládákban fermentálják a magokat, amelyeket egymásra állítanak, és az erjedő magok naponta egy „ládaszinttel” lentebb kerülnek. 
Fajtánként eltérő, hogy mennyi ideig erjesztik a kakaómagokat. Két nap a Criollo, nyolc nap a Forastero erjedési ideje. (A köztük lévő különbség az ízben érzékelhető. A mai csokoládék legnagyobb része Forasteróból van.) És kémiai szempontból mi a fermentáció? A mikroorganizmusok a nagy hő hatására a cukortartalmú gyümölcshúst alkoholossá alakítják. Az alkohol ecetsavvá oldódik, ez gátolja a csírázás lehetőségét. A babok csokoládébarnára sötétülnek. Az itt előlépő aromaanyagok a pörkölés után fogják megadni a kakaó jellegzetes ízét, a kesernyés íz édessé válik. Tehát ha a fermentáció folyamatába hiba csúszik, a végleges íz se lesz az igazi. A folyamat végtermékét nevezzük kakaóbabnak.

### Szárítás
Legelső lépésben összepréselik hogy jól szállíthatóak és tárolhatóak legyenek a kakaóbabok, a fermentáció után fennmaradó 50%-os víztartalmat le kell csökkenteni 5-7%-ra. A szárítást még az ültetvényeken végzik. A forró napon a babokat 5-7 napra vékonyan rétegben kiterítik, és folyamatosan forgatják. Ez igen fontos, mert a kezdetekben még a nagy százalékú víztartalom miatt könnyen megrohadhatnak. A végleges, szállítható kakaó a nyers kakaó. A végtermék egy részét a helyszínen tartják, és helyi módszereikkel feldolgozzák, a többit exportálják a világ többi részére.

### Tisztítás és pörkölés
A gyárba kerülés után, még a feldolgozás előtti első lépés a tisztítás. A nyers kakaót erős szívó légáramok gépekbe szívják, és rostálják, átfésülik, és mágneses tisztítás alá vetik. A folyamatban a nemkívánatos kavicsok, zsákfoszlányok, szögek és egyéb tárgyak kipotyognak. Ezután laborvizsgálat segítségével megállapítják a zsír- és víztartalmat. A következő lépés a pörkölés. Miután a kakaóbabokat fajta szerint osztályozzák, pörköléssel 3%-ra csökkentik a víztartalmat. Ezután kibontakoztatják az aromát, és ezzel együtt elnyeri a végső sötétbarna színét.

### Törés és őrlés
Pörkölés után a babok továbbhaladnak az őrlés fázisa felé. A pörkölésnél meglazult a kemény héj, az első henger ezt teljesen letöri. A levált héjakat kifújják, és átadják a vegyiparnak, ahol teobromint állítanak elő belőle, mely nyugtató és izomlazító hatású. Újabb minőség-ellenőrzésen, majd törésen esik át a kakaóbab-törmelék. Őrlés után massza állagú lesz, mert a sejteket szabályosan széttöri a gép, így felszabadul a bennük lévő zsiradék, a kakaóvaj. A súrlódás során felszabaduló hő megolvasztja a kakaóvajat. 

### Kakaóvaj és kakaópor

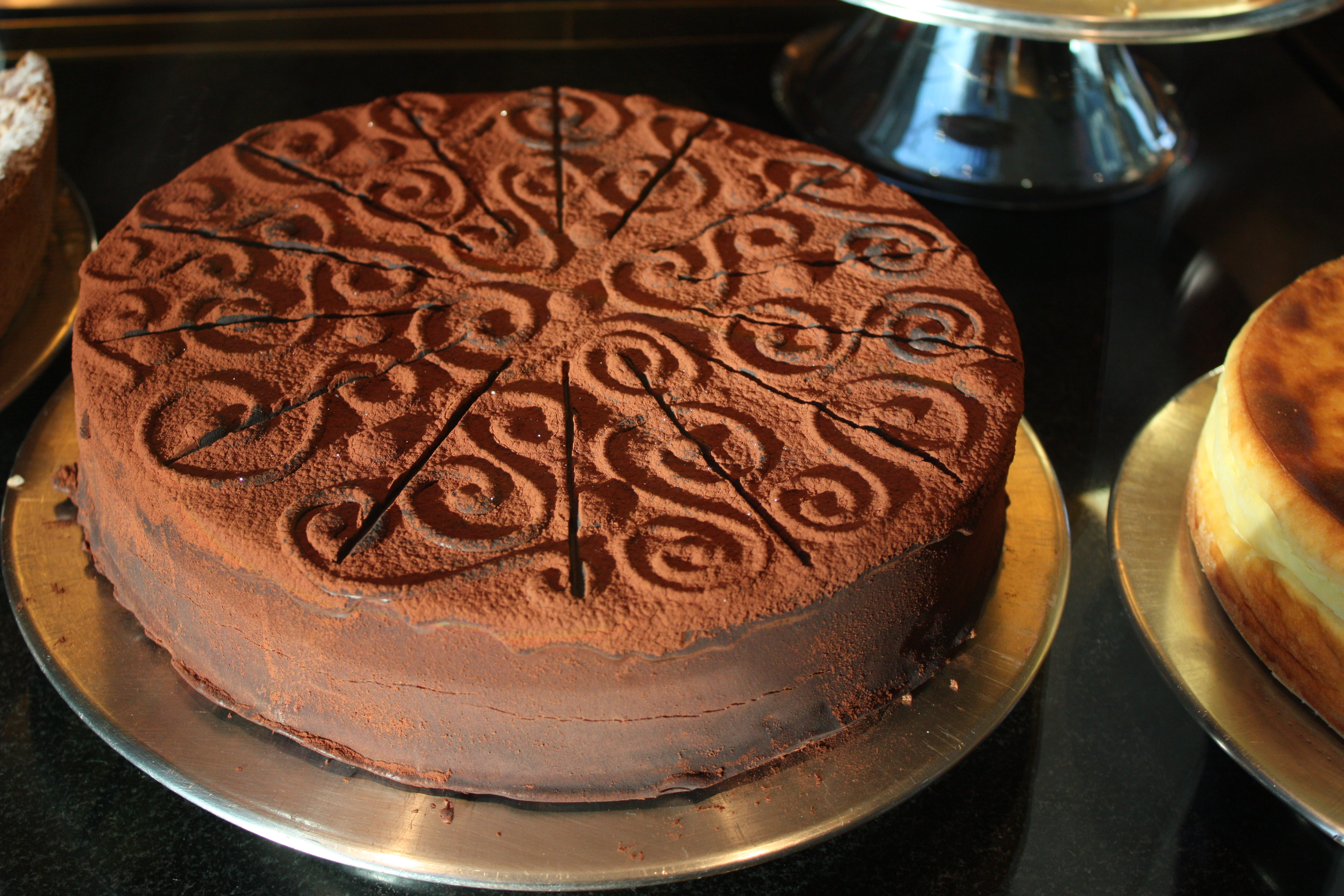
Kakaóporral borított csokoládétorta a kölni csokoládémúzeumban

A meleg masszát présekbe öntik, ahol még nagyobb hőfokon, nagy nyomáson összepréselik. Itt a kakaóvaj kiválik (ebben a fázisban hozzávetőleges zsiradéktartalma 50%). Ebben a fázisban apró lyukú nemesacél szűrőkhöz préselik, melyeken kisajtolódik a vaj. Több fajta kakaótésztát állítanak elő, ez a zsiradék kivonás mértékétől függ (kakaótésztának nevezzük a kőkeményre összepréselt, alacsony zsírtartalmú kakaómasszát). Az itt kinyert zavaros kakaóvaj, több szűrésen is áthalad később, amíg teljesen meg nem tisztul. A kivált vajat tömbökbe formálják. Korlátlan ideig eltartható, szobahőmérsékleten kőkemény, de olvadáspontja 35 °C. A kakaóvaj ára elég magas, ezért kutatnak helyettesítője után. A kakaómasszából nyerik a kakaóport. A masszát alkalizálják, tehát növelik a pH-értékét, semlegesítenek bizonyos savakat, így is finomítva a csokoládén. A folyamat neve „dutching” (a holland van Houten tiszteletére). Hozzáadhatnak még lecitint is, ezt általában az italporok esetén használják.
Ennyiből áll a kakaóbab feldolgozása. Persze ahhoz, hogy a táblás csoki elkészülhessen, még nagyon sok fontos folyamatra van szükség. A masszát még rengetegszer átsajtolják, s ugyancsak fontos folyamat a konsírozás (kenőgyúrás). A cél, nedvességtartalom 1% alá csökkentése hosszadalmas folyamat. Ezt követi az esszenciális temperálás, melynek során hideg-meleg hőmérsékletváltozásokkal stabilizálják a zsiradékkristályokat, hogy a massza elérhesse végső lágyságát. A csokoládé elkészült; már csak a formázás, hűtés és csomagolás van hátra.

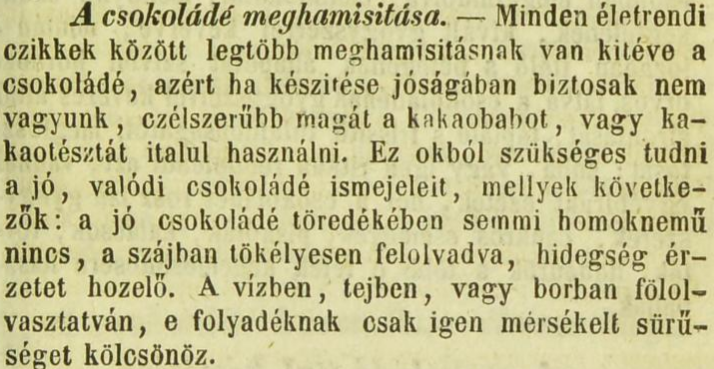
Részlet Rhédey Antalnak A csokoládé című értekezéséből (Pest, 1844; 21. old.)

## Termesztésének története
Afrikába az európai gyarmatosítók telepítették be a 19. században. Mivel termesztése munkaigényes és kevéssé gépesíthető, a kakaóbab 90 %-át mindmáig 5 hektárosnál kisebb családi gazdaságokban takarítják be. A kakaó termesztése világszerte 5,5 millió mezőgazdasági kistermelő fő tevékenysége.
Piacát oligopólium jellegű nagyvállalatok uralják. A veszélyes körülmények között végzett gyermekmunka, a kistermelők alulfizetése és a védett területek kizsákmányolása, az erdőirtás fölerősítette a tiltakozó mozgalmakat. Ezért a nagy csokoládégyártók vállalták, hogy átláthatóvá teszik a kakaó teljes termékpályáját, fejlesztik a termelők pénzügyi oktatását–képzését, kedvezményes mikrohiteleket adnak az ellátó láncuk tagjainak és visszaszorítják a gyermekmunkát.

## Az „ökológiai lábnyom”
Egy elterjedt, bombasztikus kampánymondat szerint 10 dkg csokoládé előállításához 1700 liter víz kell. Ez a kb. 11 teli fürdőkádnak megfelelő mennyiség azonban valójában nem a csokoládé gyártásához, hanem a kakaó termesztéséhez kell, mivel az esőerdőből származó kakaófa meglehetősen vízigényes, és ha ültetvényeken termesztik, nagyon sokat kell locsolni. Mivel azonban ez a víz természetes körforgásának része, az efféle hangulatkeltés leginkább az ökológiai lábnyom számításának módszertani hibáira mutat rá.